# かはたれ 散在ガ池の河童猫
『かはたれ 散在ガ池の河童猫』（かはたれ さんざいガいけのかっぱねこ、英: The Tale of Kappa, The Water Sprite）は、日本の小説家朽木祥によるファンタジー小説、児童文学。
2005年10月31日に福音館書店の「福音館創作童話」シリーズの1作品として刊行される。絵は、山内ふじ江による。装丁は、大野隆介による。
2003年、第9回児童文学ファンタジー大賞の佳作に選ばれる。2006年、第35回児童文芸新人賞を受賞する。同年、第39回日本児童文学者協会新人賞を受賞する。同年、第53回産経児童出版文化賞で推薦作に選ばれる。
著者の朽木は、受賞コメントにおいてイギリスの作家G・K・チェスタトンの言葉を引用し、想像力やファンタジーの重要性を説いている。

## あらすじ
まだ幼い河童、八寸は、河童族の最後の生き残りであり、鎌倉の散在ガ池でひとりぼっちで暮らしていた。ある日、八寸は、長老に呼び出され、人間から身を隠す術を身につけるために、人間についてよく学習してくるように言われ、猫に姿を変えて、人間の世界にまぎれ込む。小学5年生の女の子、麻は、「チェスタトン」と名付けられた、情けない顔をしたラブラドール犬を飼っている。麻は、少し前に母親を亡くしたことで、自分の気持ちに自信がもてなくなっていた。八寸は、麻が住んでいる家で暮らすことになる。

## 主な登場キャラクター
麻
小学5年生。
チェスタトン
ラブラドール犬。
八寸
河童。

## 書評
選考委員の河合隼雄は、「私としては、麻という少女が母親の死後、われわれの専門用語でいう『離人感』に悩まされ、そこから脱け出してくる過程がよく描かれているところに、感心させられた」と評価している。選考委員の中澤千磨夫は、「ユーモアのセンスにあふれた爽やかな作品」「こういうリズムやセンスを身につけるのはなかなかのことではありません」と評価している。
選考委員の脇明子は、「父親と二人で暮らす少女、麻の実感はもちろんのこと、猫に化けた河童という奇妙な存在の実感までをも、随所にいきいきととらえていて、大きな可能性を感じさせてくれた」「淡彩をほどこした鉛筆画のような文体に、品のいいユーモアがほどよいアクセントになっている」と評価している。